# Jere Uronen
Jere Uronen (ur. 13 lipca 1994 w Turku, Finlandia) – fiński piłkarz, grający na pozycji obrońcy.

## Kariera klubowa
Karierę piłkarską Uronen rozpoczął w Turun Palloseura, gdzie trafił w 2010 roku. W pierwszej drużynie Uronen zadebiutował 12 czerwca 2011 roku w meczu z FC Haka. Pierwszego gola dla TPS Uronen strzelił 31 lipca 2011 roku w przegranym 2-4 meczu z FC Honka. W barwach TPS Turku Uronen rozegrał 18 spotkań i strzelił jednego gola.
Od 2012 do 2015 roku Uronen był zawodnikiem szwedzkiego Helsingborgs IF. W lidze zadebiutował 2 kwietnia 2012 roku w meczu z IFK Norrköping. W styczniu 2016 podpisał dwuipółletni kontrakt z KRC Genk z możliwością przedłużenia o rok. W 2021 odszedł z Genk do Stade Brestois 29. W 2023 był z niego wypożyczony do FC Schalke 04. W połowie 2023 przeszedł do Charlotte FC.

## Kariera reprezentacyjna
Uronen jest młodzieżowym reprezentantem Finlandii U-16, U-18, do lat 19 i do lat 21.
W reprezentacji Finlandii Uronen zadebiutował 26 maja 2012 roku w meczu z Turcją. W dniu tego spotkania Uronen miał 17 lat i 318 dni, dzięki czemu jest trzecim najmłodszym piłkarzem, który grał kiedykolwiek w pierwszej reprezentacji Finlandii.